# Dresdner Bank
Dresdner Bank AG – były niemiecki bank komercyjny z siedzibą we Frankfurcie nad Menem.

## Historia
Założony 12 listopada 1872 w Dreźnie (Saksonia) poprzez przekształcenie domu bankowego Bankhaus Michael Kaskel.
Grupa Dresdner Banku obecna była w około 50 krajach.
W marcu roku 2000 rozpoczęły się rozmowy o fuzji z Deutsche Bank, które jednak zakończyły się fiaskiem już w kwietniu.
23 lipca 2001 Dresdner Bank został przejęty przez koncern ubezpieczeniowy Allianz, stając się jego spółką-córką.
W 2002 roku, w wyniku połączenia banków hipotecznych należących do Dresdner Bank (Deutsche Hyp), Deutsche Bank (Eurohypo) i Commerzbank (Rheinhyp), powstał bank Eurohypo.
W 2009 r. Dresdner Bank został przejęty przez Commerzbank.

## Działalność w Polsce
Bank rozpoczął działalność w Polsce jako bank komercyjny w formie joint-venture z BNP Paribas pod nazwą BNP Dresdner Bank (Polska) w latach 1994–2000, a od 2001 jako Dresdner Bank Polska, po zakupieniu licencji Banku Powierniczo-Gwarancyjnego w likwidacji. W 2005 bank został przekształcony w oddział niemieckiej centrali działający do 2010, kiedy został przejęty przez Bank Rozwoju Eksportu (dziś mBank). W 2009 oddział zmienił nazwę na Commerzbank AG oddział w Polsce.